# 迪加瓦尼
迪加瓦尼（Dighawani），是印度中央邦Chhindwara县的一个城镇。总人口7935（2001年）。

## 人口
该地2001年总人口7935人，其中男性4232人，女性3703人；0—6岁人口1063人，其中男532人，女531人；识字率60.97%，其中男性为69.64%，女性为51.07%。